# Steve DiStanislao
Steve DiStanislao (Condado de Orange, California, 18 de noviembre de 1963) es un baterista estadounidense.
En sus inicios fue baterista de gira de Paul Anka durante cinco años, aunque adquirió renombre posteriormente por sus colaboraciones en estudio y en directo con David Crosby —tanto en solitario como con sus grupos CPR, Crosby & Nash y Crosby, Stills & Nash— durante más de dos décadas. También ha tocado para el grupo de los 70 Loggins and Messina en su reunión de 2005, y más recientemente para el legendario músico de Pink Floyd David Gilmour, con quien realizó varias giras (entre ellas, la de su álbum de 2006 On an Island).